# 罗克塔亚德
罗克塔亚德（法語：Roquetaillade，法語發音：[ʁɔktajad] ⓘ）是法国奥德省的一个旧市镇，属于利穆区。2019年，罗克塔亚德与市镇科尼亚克-德拉蒙塔涅合并为新市镇罗克塔亚德和科尼亚克。

## 地理
罗克塔亚德（42°59'40"N, 2°11'57"E）面积11.35 平方千米，位于法国奧克西塔尼大區奥德省，该省份为法国南部沿海省份，北起塔恩省，西北接上加龙省，西接阿列日省，南至东比利牛斯省，东临地中海，东北与埃罗省接壤。
与罗克塔亚德接壤的市镇（或旧市镇、城区）包括：阿莱特莱班、布列日、科尼亚克-德拉蒙塔涅、马格里、图雷耶。

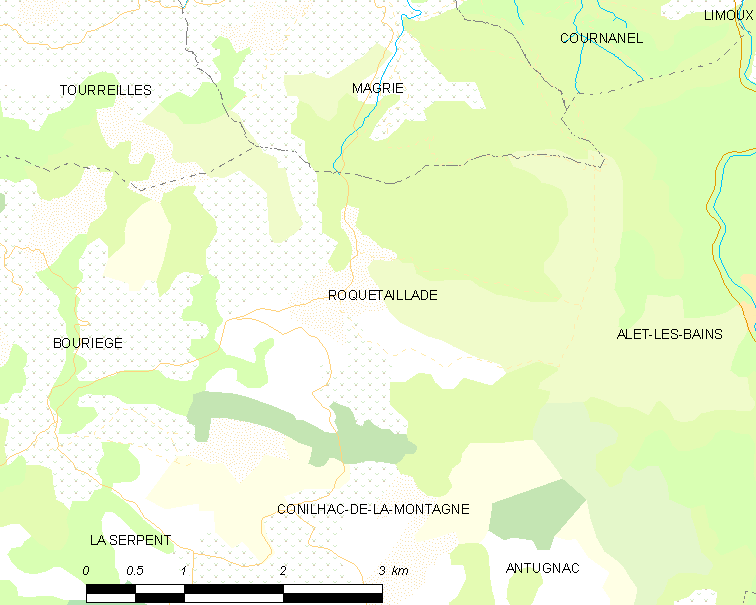
罗克塔亚德的OSM定位图

罗克塔亚德的时区为UTC+01:00、UTC+02:00（夏令时）。

## 行政
罗克塔亚德的邮政编码为11300，INSEE市镇编码为11323。

## 政治
罗克塔亚德所属的省级选区为上奥德河谷县。

## 人口

1962-2008年间罗克塔亚德人口变化图示

罗克塔亚德于2018年1月1日时的人口数量为210人。